# Neseuterpia deknuydti
Neseuterpia deknuydti är en skalbaggsart som beskrevs av Fortuné Chalumeau och Touroult 2005. Neseuterpia deknuydti ingår i släktet Neseuterpia och familjen långhorningar.
Artens utbredningsområde är Dominica. Inga underarter finns listade i Catalogue of Life.